# Champs-Romain
Champs-Romain (trong tiếng Occitan Los Champs e Romanh) là một xã của Pháp, nằm ở tỉnh Dordogne trong vùng Aquitaine của Pháp. Xã này có diện tích 20,33 m², dân số năm 2007 là 317 là người. Xã nằm ở khu vực có độ cao trung bình 304 m trên mực nước biển.

## Thông tin nhân khẩu
| Năm    | 1962 | 1968 | 1975 | 1982 | 1990 | 1999 | 2007 |
| ------ | ---- | ---- | ---- | ---- | ---- | ---- | ---- |
| Dân số | 433  | 410  | 373  | 332  | 331  | 328  | 317  |